# Galjuf
Galjuf (Galliuf), hrvatska plemenitaška obitelj. 

## Povijest
Plemstvo je dobio 1613. godine podijeljeno Martinovom sinu Jakovu.
Od početka 17. stoljeća pripadala malom plemstvu Varaždinske županije. Mnogi su Galjufi bili županijski činovnici u Varaždinskoj županiji.
Dala nekoliko poznatih pripadnika, poput:
- zagrebačkog biskupa Josipa Galjufa (1722. – 1786.), koji je bio i zagrebački kanonik (1745.), rektor Hrvatskih kolegija u Bologni (1746.), arhiđakon vaškanski (1755.), kalnički (1755.), gorički i bekšinski (1763.), prisjednik i prelat Banskog stola, kraljevski savjetnik i povjerenik, zagrebački biskup (1772.)[1]
- biskupa Tomu Galjufa
- zatim hrvatski jezikoslovac i pisac Ivan (1710. – 1770.)[1]
- hrv. teološki i pravni pisac Bernardin Antun (1739. – 1803.)[1]
- narodni zastupnik u Hrvatskom saboru Ladislav Galjuf[1]

Na hrvatskom jugu spominje se također jedna obitelj Galjuf, francuskog podrijetla, latinist Marko Faustin Galjuf (autor poznate pjesme Navis Ragusina) i industrijalac Mato Galjuf.

## Posjedi
Posjede su imali u Brezju kod Cesargrada, Vižovlje (kotar Klanjec; kurija; prodao Ljudevit u 20. st., skupa s obiteljskim arhivom, koji je prodao Hrv. drž. arhivu), Strmcu, Zagorskim Selima, Lovrečkoj Varoši, Kućarima (dvorac Lovrečina Grad), dvor u Prečcu, Lukovu.

## Vanjske poveznice
- Zajednica Hrvata u Makedoniji, ogranak Kumanovo  Arhivirana inačica izvorne stranice od 15. svibnja 2016. (Wayback Machine) klasicistička kurija Galjuf, Vižovje, iz 1839. godine, nekada vlasništvo obitelji Galjuf, Eisner i obitelji Kralj